# Humberto de Campos
Humberto de Campos – miasto i gmina w Brazylii leżące w stanie Maranhão. Gmina zajmuje powierzchnię 2131,247 km². Według danych szacunkowych w 2016 roku miasto liczyło 28 252 mieszkańców. Położone jest około 100 km na wschód od stolicy stanu, miasta São Luís, oraz około 1800 km na północ od Brasílii, stolicy kraju. 
W 2014 roku wśród mieszkańców gminy PKB per capita wynosił 4317,50 reais brazylijskich.